# SHOWER OF LOVE
『SHOWER OF LOVE』（シャワー・オブ・ラヴ）は、岩崎宏美の24枚目のオリジナル・アルバム。1997年10月22日発売。発売元は、ビクターエンタテインメント。　企画品番　VICL-60128 (再発盤　VICL-70071)

## 解説
- 前作『FULL CIRCLE』から約2年ぶりとなるオリジナル・アルバムで、前作に引き続き13CATSや佐藤竹善が参加している他、角松敏生や吉田美奈子など多彩な製作陣が参加した。
- 2010年にはSHM-CDコレクションの一環として、2010年リマスタリング及びボーナス・トラックを追加して再発された。

## 収録曲

### オリジナル盤
1. 愛がいっぱい
  - 作詞・作曲・編曲：吉田美奈子
2. そっと愛して
  - 作詞・作曲・編曲：吉田美奈子
3. (I Look) IN YOUR EYES
  - 作詞・作曲・編曲：角松敏生
4. 時の向こうがわ
  - 作詞・作曲・編曲：角松敏生
5. PAIN
  - 作詞：青木せい子／作曲：広瀬香美／編曲：佐藤竹善
6. RAIN ～告白
  - 作詞：岩崎宏美／作曲：南佳孝／編曲：佐藤竹善
7. 笑顔をみせて
  - 作詞：岩崎宏美／作曲：塩谷哲／編曲：13CATS
8. 最後の愛で
  - 作詞：角松敏生／作曲：Jane Child／編曲：Cat Gray
9. たったひとつだけ
  - 作詞：藤田千章／作曲：Cat Gray／編曲：13 CATS
10. BELIEVIN' (Original Version)
  - 作詞・作曲・編曲：吉田美奈子

### 2010年SHM-CD盤 / ボーナス・トラック
1. BELIEVIN (シングル・バージョン)
  - 作詞・作曲：吉田美奈子／編曲：塩谷哲
2. ユー・センド・ミー(YOU SEND ME)
  - 作詞・作曲：SAM COOKE／編曲：Band of Pleasure
3. BELIEVIN' (オリジナル・カラオケ)
4. 笑顔をみせて (オリジナル・カラオケ)
5. 愛がいっぱい (オリジナル・カラオケ)